# La voce dall'aldilà
La voce dall'aldilà (Inside Job) è un romanzo breve di fantascienza della scrittrice statunitense Connie Willis del 2005, vincitrice del Premio Hugo per il miglior romanzo breve nel 2006.
La storia racconta il tentativo di smascheramento di un presunto medium, posseduto da un'entità che si fa chiamare Isis, da parte di un demistificatore.

## Storia editoriale
Il romanzo è stata pubblicato, per la prima volta, nel gennaio del 2005 sulla rivista Asimov's Science Fiction, ripubblicato nello stesso anno in volume rilegato.
L'opera, nel 2006, ha vinto il Premio Hugo per il miglior romanzo breve, classificandosi secondo al Premio Locus per il miglior romanzo breve.
Il romanzo, in Italia, è stato pubblicato nel 2008.

## Edizioni
- (EN) Connie Willis, Inside Job, in Asimov's Science Fiction, n. 348, Norwalk, Dell Magazines, gennaio 2005.
- (EN) Connie Willis, Inside Job, Burton, Subterranean Press, maggio 2005, ISBN 978-1-59606-024-1.
- (ES) Connie Willis, Infiltrado, traduzione di Pedro Jorge Romero, Ómicron, n. 2, Libros del Atril, settembre 2006, ISBN 978-84-96575-22-6.
- Connie Willis, La voce dall'aldilà, traduzione di Roberto Chiavini, Odissea Fantascienza, n. 24, Milano, DelosBooks, marzo 2008, ISBN 978-88-95724-03-4.
- (FR) Connie Willis, Infiltration, in Les veilleurs, Nouveaux Millénaires, Parigi, J'ai Lu, aprile 2015, ISBN 978-2-290-09796-0.